# Декларація про державний суверенітет РРФСР
Декларація про державний суверенітет РРФСР — політико-правовий акт, що ознаменував початок конституційної реформи в РРФСР — Російській Федерації. Декларація прийнята Першим З'їздом народних депутатів РРФСР 12 червня 1990 р. (Фактична дата підписання декларації 11 червня). Крім проголошення суверенітету РРФСР і намірів створити демократичну правову державу у складі оновленого Союзу РСР, у декларації також затверджувалися:
- Пріоритет Конституції та законів РРФСР над законодавчими актами СРСР;
- Рівні правові можливості для всіх громадян, політичних партій і громадських організацій;
- Принцип поділу законодавчої, виконавчої і судової влади;
- Необхідність істотного розширення прав автономних республік, областей, округів, країв РРФСР.

Декларація підписана Головою Верховної Ради РРФСР Б. М. Єльциним.
З 1992 р. день прийняття Декларації, 12 червня, — державне свято Російської Федерації.
Ініціатором і співавтором був Волков Л. Б.